# Улица Авейде Марии (Екатеринбург)
Улица Аве́йде Мари́и (прежние названия Ново-Вознесенская,  1-я Восточная) — исчезнувшая улица в жилом районе  «Центральный» Железнодорожного административного района Екатеринбурга .

## Происхождение и история названий
До конца 1880-х годов улица Авейде Марии называлась Ново-Вознесенской (впервые название появляется на плане 1880 года Е. Н. Короткова). Название было дано, возможно, потому, что улица являлась как бы продолжением оси Большой Вознесенской улицы (современная ул. Карла Либкнехта). На плане 1888 года улица уже называлась 1-й Восточной. В 1937 году улица была переименована в честь революционерки М. О. Авейде.

## Расположение и благоустройство
Улица проходила параллельно улицам Свердлова и Мамина-Сибиряка от улицы Челюскинцев и до примыкания к улице Лермонтова.  Начиналась улица как односторонняя на берегу Мельковского пруда у завода Ятеса, далее выходила на Северную улицу (Челюскинцев) в районе современной Привокзальной площади уже как двухсторонняя.

## История
Улица возникла в период формирования Мельковской слободы и её последующего развития в XIX веке.  Впервые отмечена планом Екатеринбурга 1804 года, однако стала развиваться в соответствии с планом 1829 года. На этот момент уже был застроен один квартал улицы, прилегавший к золотопромывальной фабрике и расположенный между улицами Основинской (современная Физкультурников) и 1-й Мельковской. К 1845 году была окончена застройка второго квартала улицы. Улица Авейде Марии сложилась окончательно во второй половине XIX века. 
На 1888 год на улице имелось 22 усадьбы, представлявших собой деревянные одноэтажные дома, заселённые мещанами, несколькими отставными солдатами и унтер-офицерами, а также двумя крестьянами. Улицы была  ремесленной. Также некоторые её жители работали на механическом заводе Ятеса. Из числа ремесленников на улице жили: «гильзовщик» А. П. Логинов, сапожники И. Н. Сапожников, отец и сын Зайковы, «пирожница» А. А. Бурухина, кузнецы по фамилии Волчихины (последние имели свои кузницы на мысу, вдававшемся в Мельковский пруд). На 1913 год на улице по-прежнему имелось 22 усадьбы и среди её жителей преобладали рабочие и ремесленники, но две трети владельцев усадеб сменились.
В 1960-е годы большую часть улицы поглотила территория развивающегося завода «Уралтрансмаш». Позднее и участок между улицами Азина и Челюскинцев стал практически полностью застроенным. На 2012 год улица полностью лишена собственной застройки, хотя и сохраняется в качестве проезда южнее улицы Азина.